# Eduard Frank (stavitel)
Eduard Frank (12. prosince 1841, Chomýž – 26. dubna 1906, Krnov) byl stavitel v Krnově.

## Život
Narodil se v rodině Antona Franka z Chomýže a Karolíny rozené Schmidtové z Bližčic. Řadil se po bok významných stavitelů Krnova jako byl Ernst Latzel (1844–1910) a Josef Hartel (1843–1914). Své stavby navrhoval nejprve ve stylu pozdního historismu s přechodem k severské renezanci a manýrismu. Jeho stavby zdobily rostlinné (florální) a geometrické secesní motivy. Stavební firma se nacházela na Opavském předměstí v domě číslo 168 a byla činná pod jménem Eduard Frank až do roku 1939. Po smrti stavitele E. Franka pokračovali ve vedení firmy jeho synové Rudolf a Maxmilián.

## Dílo

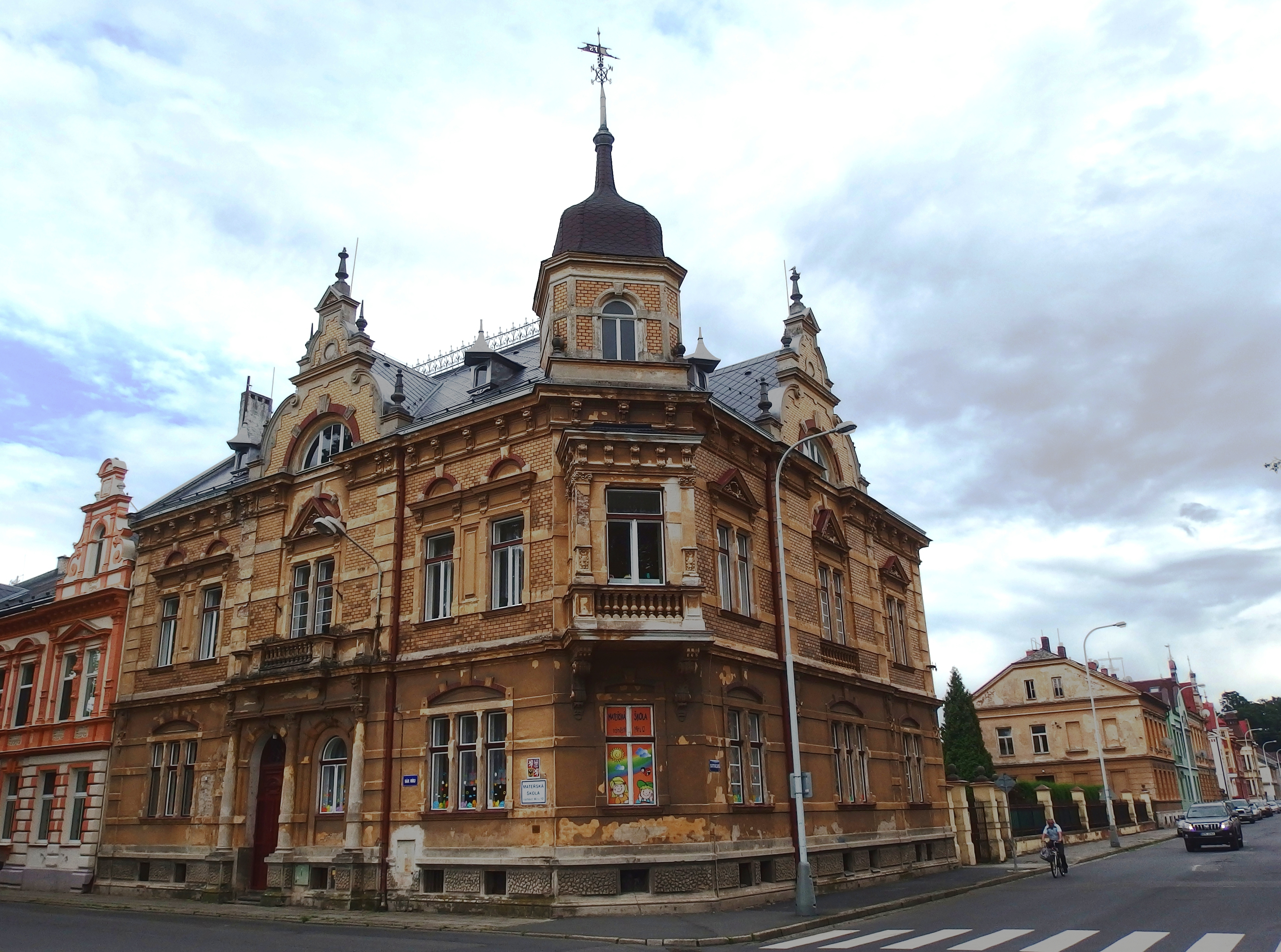
Vila Floriana Schmidta z roku 1895, dnes mateřská škola

Plány staveb Eduarda Franka se dochovaly ojediněle.
- 1864 výstavba plynárny. Součástí byla továrna na vlněné zboží Heinrich Steuer jejíž haly s šedovými střechami projektoval Jan Hartel. Dochovala se správní budova přestavěná v roce 1937, byl zachován romantizující novogotický styl.[6][7]
- 1875–1877 – školní tělocvična (Smetanův okruh 6). Stavba ve stylu historismu s přízemními křídly, v nichž byly tělocvičny pro obecnou školu (levé křídlo) a pro reálku (pravé křídlo). Ve střední patrové části se nacházel vestibul, byty učitelů tělocviku a šatny.[8]
- 1881 – vila J. Larische (Smetanův okruh 3).
- 1886 – vila K. Sperlicha (Revoluční 60).
- polovina 80. let 19. století továrna J. Kolowrata a F. Wlačila (Hlubčická, Pega), přestavby v roce 1895 a 1923.[9] Postupně byla továrna rozšiřována a přestavěna do dnešní podoby.
- 1889 – likérka S. Gesslera (Šmeralova 1), výstavba podsklepeného skladu s destilační místností. V roce 1899 přistavěl provozní budovu Wenzel Bürger.[10]
- 1890 – dům E. Siebeneichera (Náměstí Míru 71).
- 1895 – vila Floriana Schmidta (Náměstí Míru 12, mateřská škola). Jednopatrový dům postaven ve stylu pozdního historismu, který má bohatě zdobenou fasádu (vliv severské neorenesance).[11]
- 1896 – přístavba továrny A. Hohlbauma (Revoluční 71), dochovala se čtyřpodlažní budova ve stylu pozdního historismu. Přízemní budovy a přiléhající tovární haly byly zbořeny.[12]
- 1904 – vila na Ježníku 62.
- 1907–1908 – projekt výstavní haly Silesia (Mikulášská 12) pro velkoobchod se suknem Tuchhaus Silesia vypracoval Eduard Frank. Železobetonová konstrukce zdobená secesní štukovou a sochařskou výzdobou[13] představuje secesní industriální architekturu.[14] Výstavbu v letech 1907–1908 provedla firma Eduard Frank.[15]Hala Silesia

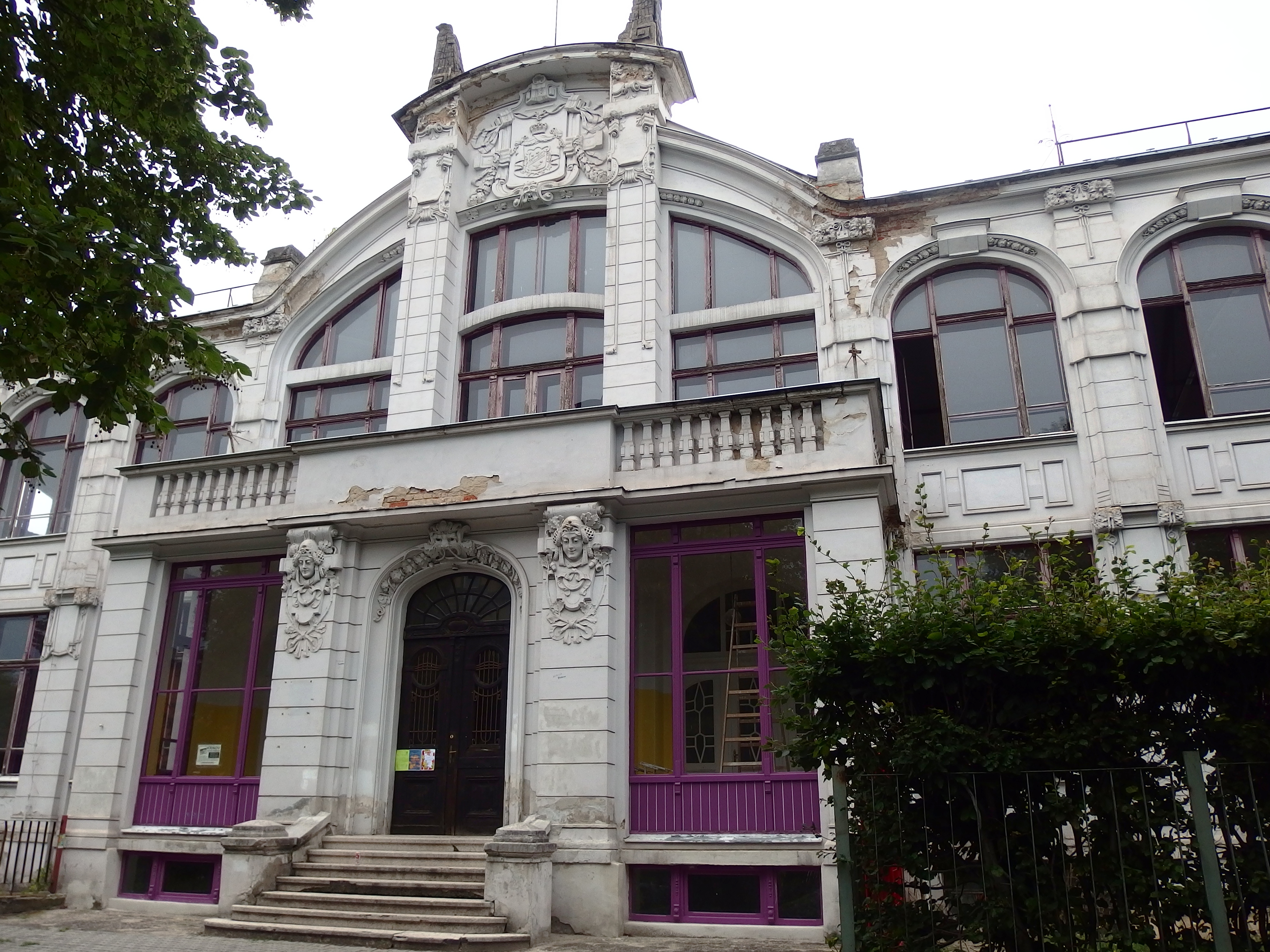
Hala Silesia

### Přestavby
- 1890 továrna na vlněné zboží Franz Richter (Opavská ulice 61), přestavba kotelny a výstavby nové strojovny parního stroje.[16]
- 1896 pivovar J. Löflera (Horní Předměstí 62), přestavba strojovny parního stroje, kotelny a generátorovny, v roce 1900 přestavba starší varny.[17]
- 1902 a 1909 přestavba původní továrna na vlněné zboží Florian Schmidt a synové z 1882 (Karnola, Náměstí Míru 1, Opavské předměstí 152), E. Latzel postavil třípodlažní zděnou budovu s trámovými stropy, které byly později nahrazeny železobetonovými.[18] Další pětipodlažní secesní budovy pocházejí z přestaveb z roku 1902 a 1909 Franz Seidl, stavba Eduard Frank, 1912 firma Eduard Frank. Secesní průčelí je z roku 1902 od F. Seidla.[19]